# Tour de France 2004/Prolog
Der Prolog der Tour de France 2004 fand im belgischen Lüttich statt.
Die Strecke hatte einen Umfang von 6,1 km und führte durch die Straßen von Lüttich, vorbei an der Oper und entlang der Maas. Mit einer Zeit von 6 Minuten und 50 Sekunden gelang dem 23-jährigen, deutschsprachigen Schweizer Fabian Cancellara vom Team Fassa Bortolo eine Überraschung. Der fünfmalige Tour-de-France-Sieger Lance Armstrong verpasste den Sieg um 2 Sekunden. Dritter wurde der Spanier José Iván Gutiérrez. Bester Deutscher wurde Jens Voigt vom Team CSC von Bjarne Riis. Die direkten Herausforderer von Lance Armstrong, Jan Ullrich und Tyler Hamilton verloren auf den Texaner 15 bzw. 16 Sekunden und fanden sich auf den Plätzen 16 und 18 wieder. Prolog-Favorit Bradley McGee, der einen hervorragenden Giro d’Italia gefahren war, enttäuschte mit seinem vierten Platz.